# Isaac Bashevis Singer
Isaac Bashevis Singer (en ídix: יצחק באַשעװיס זינגער), nascut Icek Hersz Zynger, (Leoncin, Imperi Rus, 21 de novembre de 1902 - Miami, 24 de juliol de 1991) fou un escriptor estatunidenc, d'origen polonès, guardonat amb el Premi Nobel de Literatura l'any 1978.

## Biografia

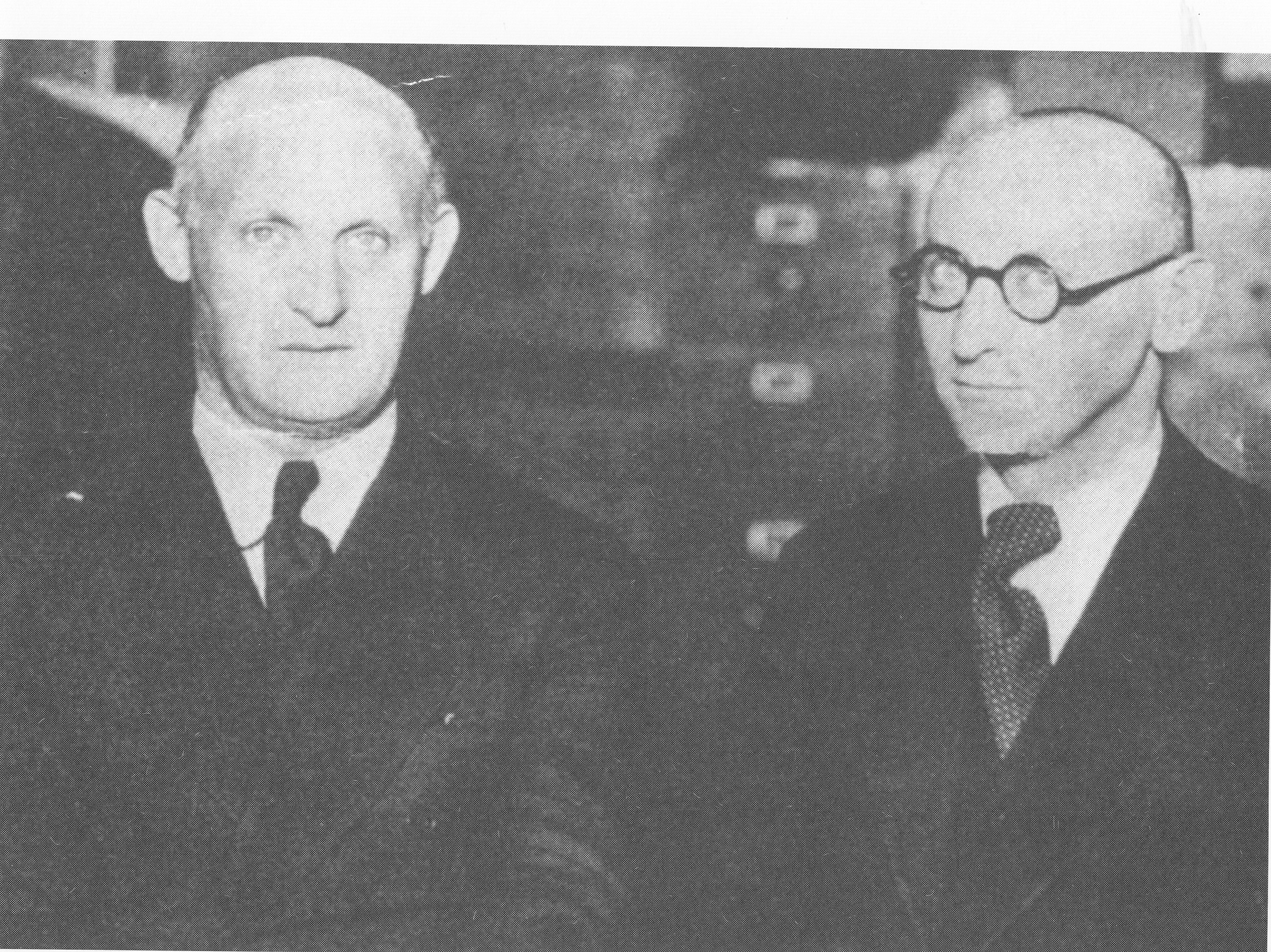
Isaac (dreta) amb el seu germà Israel Joshua Singer (1930)

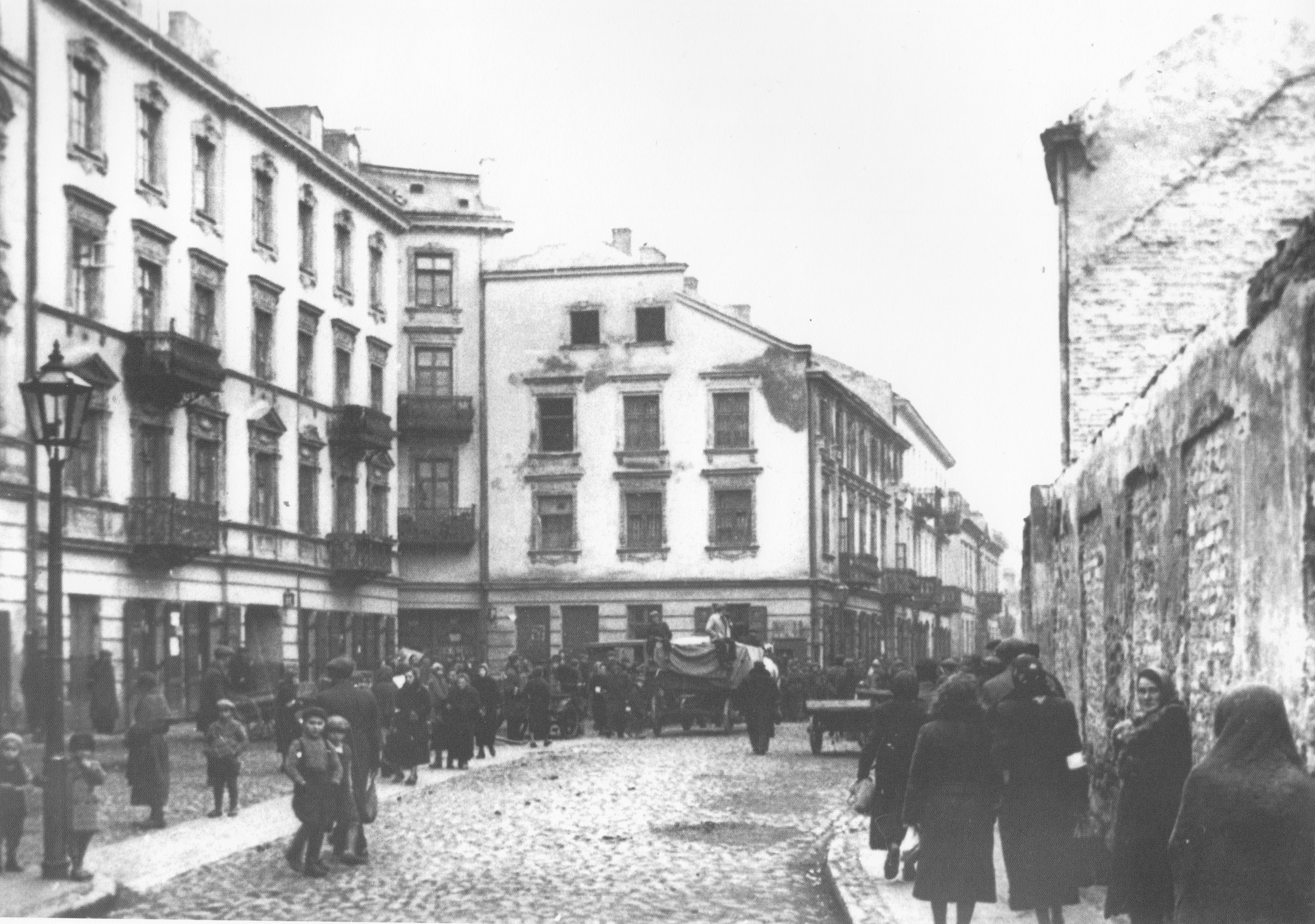
Carrer Krochmalna de Varsòvia a prop del lloc on vivien els cantants (1940 o 1941)

Va néixer el 14 de juliol de 1904 a la petita població de Leoncin, població situada prop de Varsòvia i que en aquell moment formava part de l'imperi Rus tot i que avui en dia forma part de Polònia. Segons el seu biògraf Paul Kresh, però, el mateix Singer donava per correcta la data del 21 de novembre de 1902 a Radzymin. Amb tot l'any 2004 es va celebrar oficialment el centenari del seu naixement.
Singer era fill i net de rabins jueus i germà dels novel·listes Israel Joshua Singer i Esther Kreitman. Va créixer en el barri jueu de Varsòvia −en un escenari de pogroms recurrents− on es parlava el ídix, i va estudiar al seminari d'aquesta ciutat.
L'any 1935, davant l'auge del nazisme i la seva amenaça pels jueus polonesos, va emigrar als Estats Units d'Amèrica, país en el qual va començar a escriure com a periodista i columnista al diari The Daily Forward, un diari escrit pels jueus de Nova York en llengua ídix, llengua amb la qual va escriure gairebé tota la seva obra.
Morí el 24 de juliol de 1991 a la ciutat de Miami (Florida).

## Carrera literària
La primera història publicada de Singer "Oyf der elter" ("A la vellesa", 1925) va guanyar el concurs literari de Literarishe Bletter, on va treballar com a corrector. Un reflex dels seus anys de formació a la cuina de la literatura es pot trobar en moltes de les seves obres posteriors. Singer va publicar la seva primera novel·la, Satanàs a Goray, en entregues a la revista literària Globus, que havia cofundat amb el seu amic de tota la vida, el poeta yiddish Aaron Zeitlin el 1935. Està ambientada en els anys posteriors a 1648, quan es van produir les massacres de Chmielnicki, considerades com una de les catàstrofes jueves més grans. La història descriu el culte messiànic jueu que va sorgir al poble de Goraj. Explora els efectes del llunyà fals messies, Sabatai Seví, sobre la població local. El seu darrer capítol imita l'estil d'una crònica medieval en yiddish. Amb una representació crua de la innocència aixafada per les circumstàncies, la novel·la sembla presagiar un perill que s'acosta. A la seva obra posterior The Slave (1962), Singer torna a les conseqüències de 1648 en una història d'amor entre un home jueu i una dona gentil. Retrata els supervivents traumatitzats i desesperats de la catàstrofe històrica amb una comprensió encara més profunda.

### La família Moskat
Singer es va convertir en un col·laborador literari del diari jueu Daily Forward només després que el seu germà gran Israel morís el 1944. Aquell any, Singer va publicar La família Moskat en honor del seu germà. El seu propi estil es va mostrar en els girs audaços de la seva acció i els seus personatges, amb doble adulteri durant les nits més santes del judaisme, la nit de Iom Kippur (tot i que es va imprimir en un diari familiar jueu el 1945). Va estar a punt de deixar d'escriure la novel·la pel seu editor en cap, Abraham Cahan, però va ser salvat pels lectors que volien que la història continués. Després d'això, les seves històries - que havia publicat abans als diaris literaris jiddisch - també van ser impreses al Forward. Al llarg de la dècada de 1940, la reputació de Singer va créixer.
Singer creia en el poder de la seva llengua materna i pensava que encara hi havia un gran públic, inclòs a Nova York, que desitjava llegir en yiddish. En una entrevista a Encounter (febrer de 1979), va dir que, tot i que els jueus de Polònia havien mort, «alguna cosa —anomena-ho esperit o el que sigui— encara és en algun lloc de l'univers. Aquest és un sentiment místic, però crec que hi ha veritat».
Alguns dels seus col·legues i lectors es van sorprendre per la seva visió global de la naturalesa humana. Va escriure sobre l'homosexualitat femenina (Zeitl i Rickel, Tseytl un Rikl), publicat a The Seance and Other Stories, el transvestisme (Yentl the Yeshiva Boy a Short Friday), i de rabins corromputs pels dimonis (Zeidlus the Pope a Short Friday). En aquelles novel·les i històries que fan referència a esdeveniments de la seva pròpia vida, es retrata a si mateix de manera poc afavoridora (amb cert grau d'exactitud) com un artista que és egocèntric però que té un ull agut per als sofriments i les tribulacions dels altres.

### Influències literàries
Singer va tenir moltes influències literàries. A més dels textos religiosos que va estudiar, va créixer amb una gran varietat de contes populars jueus i històries mundanes de detectius en ídix sobre Max Spitzkopf i el seu assistent "Fuchs". Va llegir en rus, inclòs Crim i càstig de Dostoievski a l'edat de catorze anys. Va escriure a les memòries sobre la importància de les traduccions en ídix portades en caixes de llibres des d'Amèrica, que va estudiar quan era adolescent a Bilgoraj: «He llegit tot: contes, novel·les, obres de teatre, assaigs... Vaig llegir Rajsen, Strindberg, Don Kaplanowitsch, Ivan Turguénev, Tolstoi, Maupassant i Txékhov». Va estudiar els filòsofs Spinoza, Arthur Schopenhauer, i Otto Weininger. Entre els seus germans ídix, Singer va considerar el seu gran exemple artístic. També va ser un amic i admirador de tota la vida de l'autor i poeta Aaron Zeitlin.
Els seus contes, que alguns crítics consideren que contenen les seves contribucions més duradores, van estar influenciats per Anton Txékhov i Guy de Maupassant. A partir de Maupassant, Singer va desenvolupar un sentit del drama finament gran. Com les del mestre francès, les històries de Singer poden generar una enorme emoció visceral en l'espai d'unes poques pàgines. A partir de Txékhov, Singer va desenvolupar la seva habilitat per dibuixar personatges d'enorme complexitat i dignitat en el més breu dels espais. En el pròleg del seu volum seleccionat personalment dels seus millors contes, descriu els dos escriptors esmentats com els més grans mestres de la forma del relat.
Dels seus contemporanis no ídix, va estar fortament influenciat pels escrits de Knut Hamsun, moltes de les obres dels quals va traduir més tard, mentre que tenia una actitud més crítica cap a Thomas Mann, l'enfocament de l'escriptura del qual considerava contrari al seu. Contràriament a l'enfocament de Hamsun, Singer va donar forma al seu món no només amb els egos dels seus personatges, sinó també a partir de la tradició moral jueva encarnada pel seu pare a les històries sobre la joventut de Singer. Hi havia una dicotomia entre la vida que porten els seus herois i la vida que creuen que haurien de portar, cosa que li dona al seu art una modernitat que els seus predecessors no expressaven. Els seus temes de bruixeria, misteri i llegendes es basen en fonts tradicionals, però es contrasten amb una consciència moderna i irònica. També els preocupa l'estrany i el grotesc.
Una part important del seu art és la lluita intrafamiliar, que va experimentar quan es va refugiar amb la seva mare i el seu germà petit a casa del seu oncle a Biłgoraj. Aquest és el tema central de les cròniques familiars de Singer com The Family Moskat (1950), The Manor (1967) i The Estate (1969). Alguns crítics creuen que aquests mostren la influència de la novel·la Buddenbrooks de Thomas Mann; Singer havia traduït Der Zauberberg (La muntanya màgica) de Mann al ídix de jove escriptor.

### Llenguatge
Singer sempre va escriure i publicar en ídix. Les seves novel·les eren serialitzades als diaris, que també publicaven els seus contes. Va editar les seves novel·les i contes per publicar-les en anglès, que es va utilitzar com a base per a la traducció a altres idiomes. Es va referir a les seves versions en anglès com el seu "segon original". Això ha donat lloc a una controvèrsia continuada si el "cantant real" és l'original en ídix, amb el seu llenguatge finament afinat i, de vegades, la construcció divagar, o en les versions americanes més estretament editades, on l'idioma sol ser més senzill i directe. Algunes de les històries i novel·les de Singer no s'han traduït.

### Il·lustradors
Els artistes que han il·lustrat les novel·les, contes i llibres infantils de Singer inclouen Raphael Soyer, Maurice Sendak, Larry Rivers i Irene Lieblich. Singer va seleccionar personalment Lieblich per il·lustrar dos dels seus llibres per a nens, A Tale of Three Wishes i The Power of Light: Eight Stories for Hanukkah, després de veure les seves pintures en una exposició d'Arts Equity a la ciutat de Nova York. Lieblich, supervivent de l'Holocaust, era de Zamosc, Polònia, una ciutat adjacent a la zona on es va criar Singer. Com que els seus records de la vida shtetl eren tan semblants, Singer va trobar que les imatges de Lieblich eren ideals per il·lustrar els seus textos. Sobre el seu estil, Singer va escriure que "les seves obres estan arrelades en el folklore jueu i són fidels a la vida jueva i a l'esperit jueu".

### Resum
Singer va publicar almenys 18 novel·les, 14 llibres infantils, una sèrie de memòries, assaigs i articles. És conegut sobretot com a escriptor de contes, que s'han publicat en més d'una desena de col·leccions. La primera col·lecció de contes de Singer en anglès, Gimpel the Fool, es va publicar el 1957. La història del títol va ser traduïda per Saul Bellow i publicada el maig de 1953 a Partisan Review. Seleccions de les Històries de Varshavsky de Singer al Daily Forward es van publicar posteriorment en antologies com My Father's Court (1966). Les col·leccions posteriors inclouen A Crown of Feathers (1973), amb obres mestres notables entremig, com The Spinoza of Market Street (1961) i A Friend of Kafka (1970). Les seves històries i novel·les reflecteixen el món dels jueus d'Europa de l'Est en què va créixer. Després dels seus molts anys a Amèrica, les seves històries també van retratar el món dels immigrants i la seva recerca d'un somni americà esquivat, que sembla sempre fora de l'abast.
Abans que Singer guanyés el Premi Nobel, es van publicar traduccions a l'anglès de desenes de les seves històries a revistes populars com Playboy i Esquire que publicaven obres literàries.
Al llarg de la dècada de 1960, Singer va continuar escrivint sobre qüestions de moralitat personal. A causa dels aspectes polèmics de les seves trames, va ser objectiu de crítiques mordaces des de moltes parts, algunes per no ser prou "morals", altres per escriure històries que ningú volia escoltar. Als seus crítics, va respondre: "La literatura ha de sorgir del passat, de l'amor a la força uniforme que l'ha escrit, i no de la incertesa del futur".
Singer va ser guardonat amb el Premi Nobel l'any 1978.
Entre 1981 i 1989, Singer va contribuir amb articles a Moment Magazine, una revista independent que se centra en la vida de la comunitat jueva nord-americana.

### Adaptacions cinematogràfiques
La seva novel·la Enemies, a Love Story va ser adaptada com a pel·lícula homònima (1989) i va tenir força popularitat, aconseguint nous lectors a la seva obra. Presenta un supervivent de l'Holocaust que s'enfronta a diferents desitjos, relacions familiars complexes i una pèrdua de fe.
La història de Singer, "Yentl, the Yeshiva Boy" va ser adaptada a una versió escènica per Leah Napolin (amb Singer), que va ser la base per a la pel·lícula Yentl (1983) protagonitzada i dirigida per Barbra Streisand.
Alan Arkin va interpretar a Yasha, el personatge principal de la versió cinematogràfica de The Magician of Lublin (1979), que també comptava amb Shelley Winters, Louise Fletcher, Valerie Perrine i Lou Jacobi. A l'escena final, Yasha aconsegueix la seva ambició de tota la vida de poder volar, encara que no com el truc de màgia que havia planejat originalment.
Potser la pel·lícula més fascinant inspirada en Singer és Mr. Singer's Nightmare and Mrs. Pupkos (1974) dirigida per Bruce Davidson, un reconegut fotògraf que es va convertir en veí de Singer. Aquesta pel·lícula única és una barreja de mitja hora de documental i fantasia per a la qual Singer va escriure el guió i va interpretar el paper principal.
La pel·lícula de 2007 Love Comes Lately, protagonitzada per Otto Tausig, va ser adaptada de diverses històries de Singer.

## Obra literària
Allunyat d'estils i modes literàries, Singer assolí en els seus relats crear un clima de veracitat al que apunten els problemes de la vida quotidiana jueva en els suburbis de Polònia i Nova York, tot això tractat amb una sàvia i indulgent ironia.
L'any 1973 fou guardonat amb el National Book Award pel seu llibre A Crown of Feathers and Other Stories, i el 1978 fou guardonat amb el Premi Nobel de Literatura pel seu apassionat art narratiu amb el qual, amb unes arrels emmarcades en una tradició cultural juevo-polonesa, ha descrit unes condicions humanes universals de la vida.

### Obra seleccionada
títols de la seva edició en anglès
| - 1950: The Family Moskat - 1955: Satan in Goray - 1960: The Magician of Lublin - 1963: In my Father's Court, traduïda al català com A la llar d'un rabí - 1962: The Slave - 1966: Zlateh the Goat - 1967: The Fearsome Inn - 1967: Mazel and Shlimazel - 1967: The Manor - 1969: The Estate - 1969: The Golem - 1970: A Friend of Kafka, and Other Stories - 1970: Elijah The Slave - 1970: Joseph and Koza: or the Sacrifice to the Vistula - 1971: The Topsy-Turvy Emperor of China - 1972: Enemies, a Love Story, en la qual es basà la pel·lícula homònima dirigida per Paul Mazursky - 1972: The Wicked City | - 1973: The Hasidim - 1974: A Crown of Feathers and Other Stories - 1975: Fools of Chelm - 1976: Naftali and the Storyteller and His Horse, Sus - 1976: A Little Boy in Search of God - 1978: Shosha - 1978: A Young Man in Search of Love - 1983: The Penitent - 1983: Yentl the Yeshiva Boy, en la qual es basà la pel·lícula homònima dirigida per Barbra Streisand - 1984: Why Noah Chose the Dove - 1988: The King of the Fields - 1991: Scum - 1992: The Certificate - 1994: Meshugah - 1997: Shadows on the Hudson |

## En català
- Singer, Isaac Bashevis. A la llar d'un rabí.  Barcelona: Edicions 62, 1993. ISBN 84-297-3620-4.
- Singer, Isaac Bashevis. Un amic de Kafka i altres contes.  Barcelona: Viena, 2019. ISBN 978-84-949784-3-2.
- Singer, Isaac Bashevis. La cabra Zlateh i altres contes.  Pontevedra: Kalandraka, 2019. ISBN 9788484644477.
- Singer, Isaac Bashevis. Keile la Pèl-roja.  Barcelona: Quaderns Crema, 2023. ISBN 9788477276746.